# Michael Jessen
Michael Jessen, född den 4 april 1960 i Frederiksberg i Danmark, är en dansk roddare.
Han tog OS-brons i fyra utan styrman i samband med de olympiska roddtävlingarna 1984 i Los Angeles.